# Åkattraktion

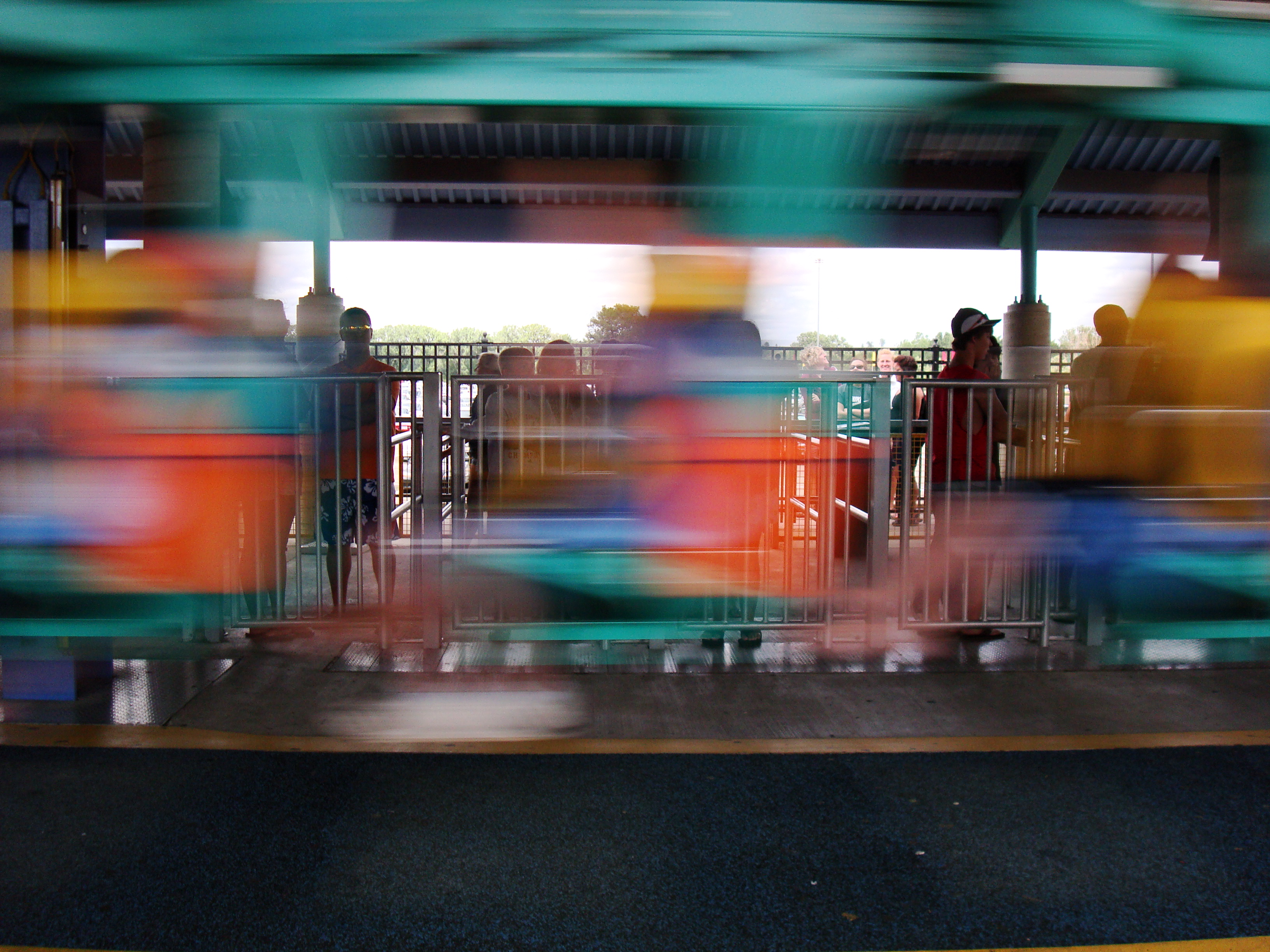
Steel Venom, åkattraktion

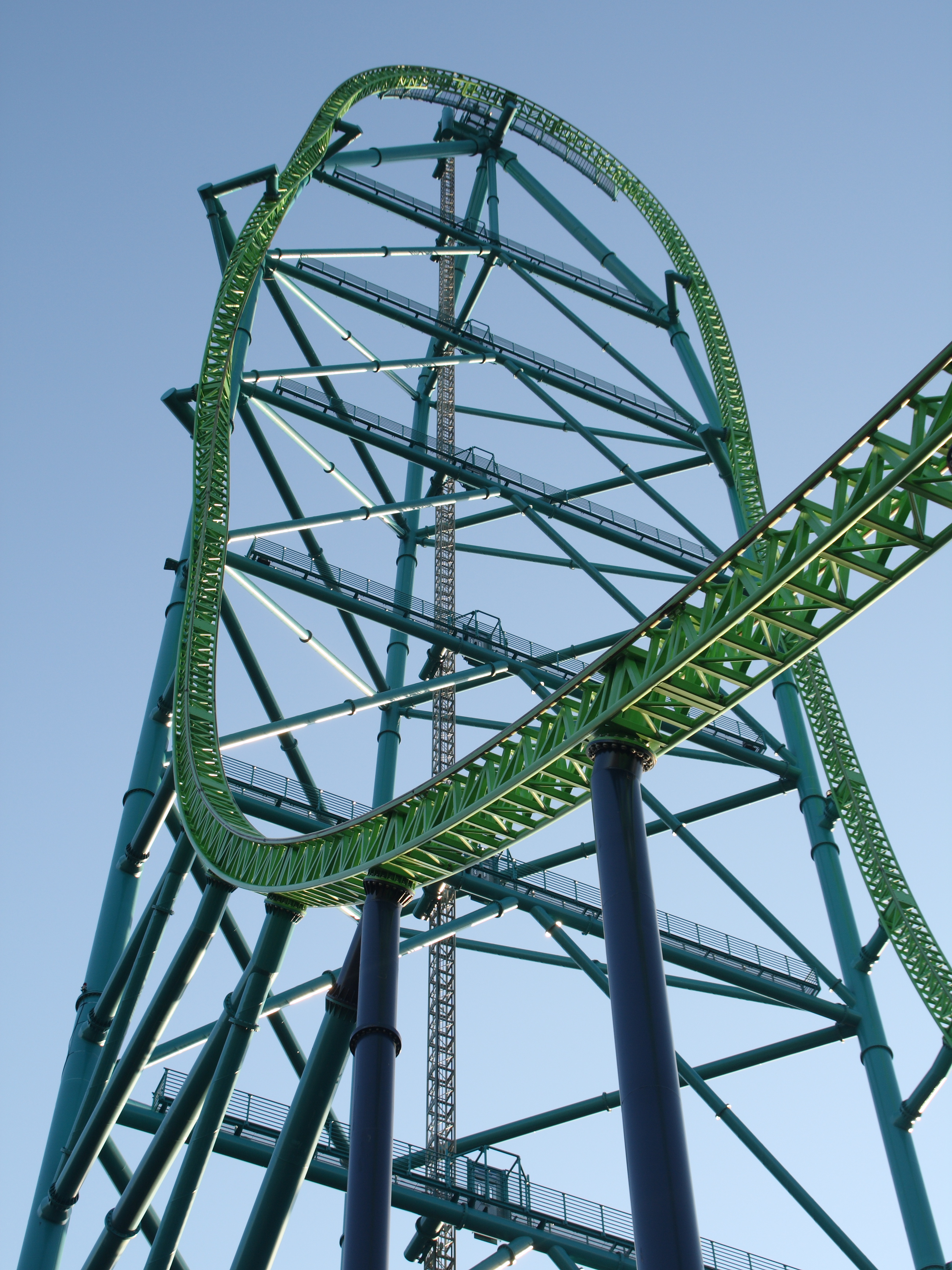
Kingda Ka, en berg- och dalbana

En åkattraktion är en anläggning på nöjesfält eller marknader som erbjuder någon typ av åktur för nöjes skull.
Olika typer av åkattraktioner:
- Berg- och dalbana
- Karusell
- Kärlekstunnel
- Pariserhjul
- Spöktåg
- Linbana